# Boves, Piemonte
Boves är en ort och kommun i provinsen Cuneo i regionen Piemonte i Italien. Kommunen hade 9 818 invånare (2018).